# Wilhelm Klein
Wilhelm Klein (Karánsebes, 1850. november 20. – Haindorf, 1924. február 2.) osztrák ókortörténész.

## Élete
1868-1871 között a Bécsi Egyetemen jogot és zsidó teológiát, majd 1875-ig a Göttingeni, a Bécsi és a Grazi Egyetemen régészetet és filológiát tanult, amikor a filozógia doktora lett. 1875-1880 között dél és nyugat Európában utazgatott. 1879-ben a Bécsi Egyetemen tanársegéd lett, majd 1886-tól docens. 1892-1923 között a klasszika archeológia professzora lett a prágai német Károly Ferdinánd Egyetemen.
1891-től a Csehországi Német Tudomány-, Művészet- és Irodalomtámogató Társaság alapító tagja volt. 1902-ben részt vett a társaság kis-ázsiai expedícióján. Szakterülete az ókori görög művészet volt.

## Művei
- Euphronius, 1886
- Die Griechischen Vasen mit Meisterinschriften. Wien, 1887
- Praxiteles, 1897
- Geschichte der griechischen Kunst, 1904-1907
- Vom antiken Rokoko, 1921